# Танта
Танта (طنطا) је град у Египту у гувернорату Гарбија. Према процени из 2008. у граду је живело 429.632 становника. Налази се 94 km северно од Каира и 130 km југоисточно од Александрије. 
У Танти живи 429.000 људи (2008). Значајна је индустрија прераде памука. 

## Становништво
Према процени, у граду је 2008. живело 429.632 становника.
| 1986.   | 1996.   | 2006.   |
| ------- | ------- | ------- |
| 336.517 | 371.010 | 421.076 |